# 延禧宮主
延禧宮主（?—?），高丽王朝公主。高丽明宗之女。
延禧宮主是光靖太后金氏所生。高丽明宗三年（1103年）被冊封爲公主，即延禧公主，或者称延禧宮公主。高丽明宗九年（1111年），嫁给了適寧仁伯王稹。王稹是高丽显宗的六世孙，五世祖平壤公王基，高祖父樂浪公王瑛，高祖母高丽文宗之女保寧宮主，曾祖父承化伯王禎，曾祖母高丽肃宗之女興壽宮主，祖父漢南伯王𣏌，祖母高丽睿宗之女承德公主，父亲信安侯王珹。

## 亲属
- 祖父：17代王高丽仁宗（1109年—1146年，在位1122年—1146年）
- 祖母：恭睿王后（1109年—1183年）
  - 父亲：19代王高丽明宗（1131年—1202年，在位1170年—1197年）
- 外祖父：江陵公 王溫（？—1146年）
  - 母亲：光靖太后
    - 兄弟：22代王高丽康宗（1152年—1213年，在位1211年—1213年）
      - 侄子：23代王高丽高宗（1192年—1259年，在位1213年—1259年）

    - 姐妹：壽安宮主（？—1199年）

  - 公公：信安伯 王珹（？—1178年）
    - 丈夫：寧仁候 王稹（？—1220年）
      - 女儿：成平王后（高丽熙宗的王妃，？—1247年）
        - 外孙女：安惠王后（高丽高宗的王妃，？—1232年）

  - 伯父：15代王高丽毅宗（1127年—1173年，在位1146年—1170年）
  - 伯母：莊敬王后
  - 叔父：16代王高丽神宗（1144年—1204年，在位1197年—1204年）
  - 叔母：宣靖太后（？—1222年）
    - 堂弟（女婿）：21代王高丽熙宗（1181年—1237年，在位1204年—1211年）